# Natalie
Natalie je žensko osebno ime.

## Izvor imena
Ime Natalie je različica ženskega osebnega imena Natalija 

## Pogostost imena
Po podatkih Statističnega urada Republike Slovenije je bilo na dan 31. decembra 2007 v Sloveniji število ženskih oseb z imenom Natalie: 29.

## Osebni praznik
Osebe z imenom Natalie lahko godujejo takrat kot osebe z imenom Natalija.